# Hartford (New York)
Hartford è una città che si trova nella parte centrale della Contea di Washington, New York, Stati Uniti. È parte dell'Area metropolitana delle Glens Falls. La popolazione conta 2.279 al censimento del 2000.

## Storia
Il Provincial Patent (1766) fu concesso agli ufficiali veterani della guerra franco-indiana. Il documento includeva, oltre alla "Città di Westfield", le città di Putnam, Fort Ann, Dresden part of Kingsbury, e Hartford. La città di Harford si è divisa da Westfield nel 1793. La Città di Westfield rappresenta la rivendicazione del Vermont per una parte di questa regione, alla fine fu ceduta la parte est della Contea di Charlotte, trasferita da New York.
Molti dei primi coloni provenivano da parti del New England. Il terreno concesso dalle licenze originali era spesso venduto ai nuovi coloni.

## Geografia fisica
Secondo lo United States Census Bureau, la città ha un'area totale di 112.6 km², dei quali, 112.5 km² sono terra e 0.1 km² (lo 0.09%) sono acqua.
La NY Route 40 incontra la NY Route 149 ad Hartford e la NY Route 196 a South Hartford.

## Società

### Evoluzione demografica
Secondo il censimento del 2000 nella città ci sono 2.279 persone, 813 case e 639 famiglie residenti. La densità della popolazione è di 20.3/km². Ci sono 885 unità abitative con una densità media di 7.9/km². Il mix razziale è così distribuito: bianchi 97.76%, afroamericani 0.57%, nativi americani 0.48%, asiatici 0.04%, altre razze 0.04% e il 1.10% di razza mista. Gli ispanici sono il 0.79% della popolazione.
Ci sono 813 nuclei familiari, nel 39.2% di questi ci sono bambini sotto i 18 anni, il 65.7% sono coppie sposate, il 9.1% ha un capofamiglia donna, nel 21.3% dei casi sono non-famiglie. Il 16.2% di tutti i nuclei familiari è costituito da un singolo individui e il 6.3% è fatto di persone sopra i 65 anni di età. La media di persone per casa è di 2.8 persone, la media di persone per famiglia è di 3.11.
In città la popolazione è così divisa in base all'età: il 28.7% delle persone ha meno di 18 anni, il 6.1% ha un'età compresa tra i 18 e i 24, il 31.7% dai 25 ai 44, il 24.3% dai 45 ai 64, il 9.1% ha più di 65 anni. L'età media della popolazione è di 35 anni. Per ogni 100 donne ci sono 102.2 uomini. Per ogni 100 donne di 18 anni o meno ci sono 97.8 uomini.
Il reddito medio per una casa è di $43.684 dollari, Il reddito medio per una famiglia è di $46.000 dollari. Il reddito medio degli uomini è di $30.734 versus $19.906 delle donne. Il reddito pro capite è di $16.969. Circa il 3.5% delle famiglie e il 4.4% della popolazione sono sulla soglia della povertà, incluso un 1.4% di bambini sotto i 18 anni e il 10.1% di persone sopra i 65 anni.

## Comunità e luoghi di  Hartford
- Adamsville – Una divisione amministrativa nella parte ovest della città sulla NY-196.
- Big Creek – Un piccolo ruscello che scorre fuori della città a ovest.
- East Hartford – Una frazione sud del borgo di Hartford sulla County Road 30.
- Hartford – Una frazione sulla NY-40 e sulla NY-149.
- South Hartford – Una frazione a sud della frazione Hartford sulla NY-40.